# Tell Sheikh Hamad

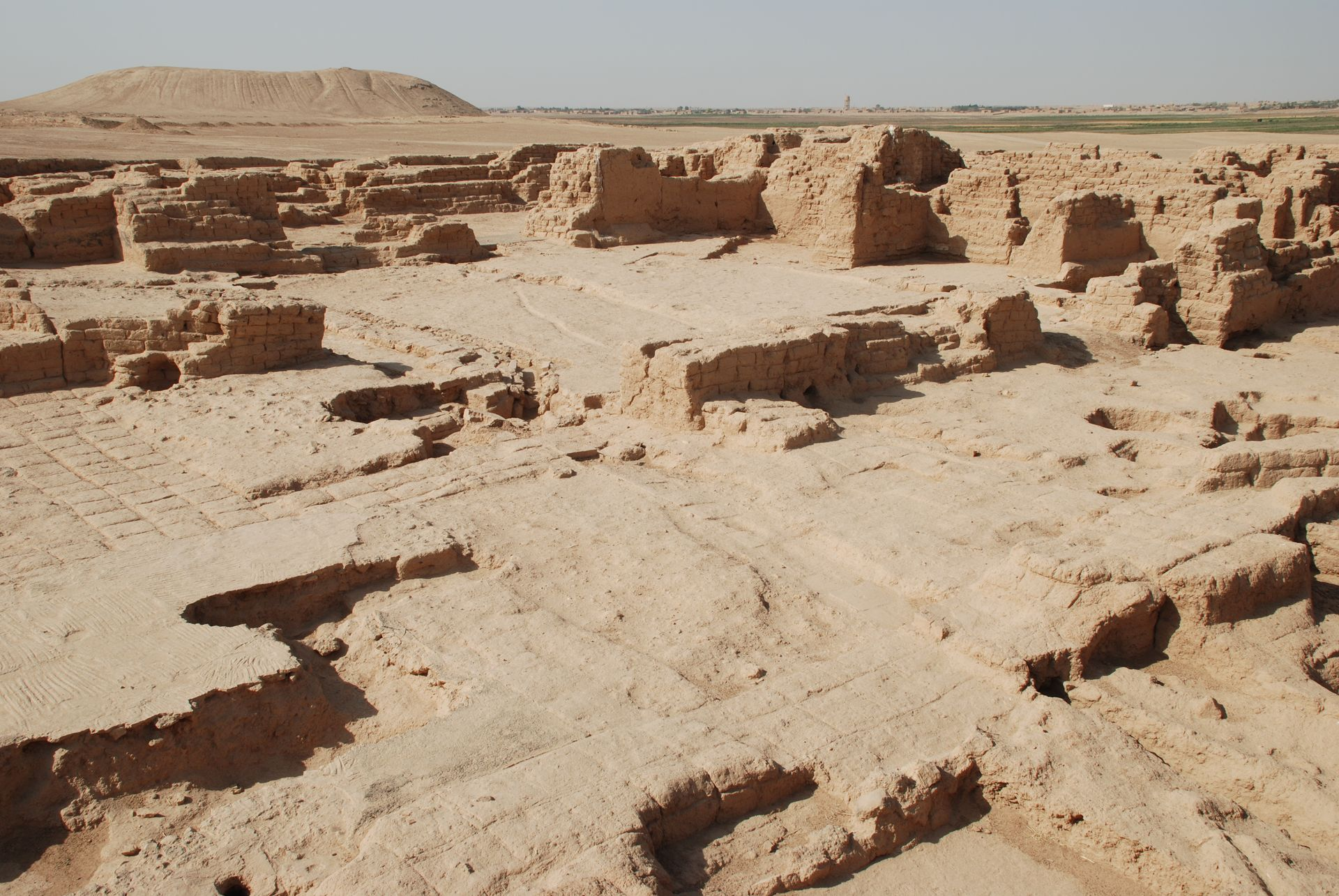
Vista del jaciment de Tell Sheikh Hamad

Tell Sheikh Hamad (àrab: تل الشيخ حمد, Tall ax-Xayẖ Ḥamad) és un jaciment arqueològic situat al nord-oest de Síria, a la part esquerra del riu Khabur, prop de la ciutat de Deir al-Zor. És on es trobava l'antiga ciutat de Dūr-Katlimmu del segle vii aC i que, als voltants de 1350 aC, fou la capital i centre administratiu de les províncies occidentals d'Assíria. Fou coneguda també com a Magdalu i Magdala durant l'època de l'Imperi Romà.
Excavacions dutes a terme per un equip d'arqueòlegs van descobrir 550 textos cuneïformes accadis i 40 en arameu, d'entre altres troballes al lloc, com una antiga estela de basalt negre del rei assiri Adad-Nerari III d'uns 2.800 anys. El 2015, l'Oficina d'Afers Educatius i Culturals dels Estats Units va assenyalar importants i greus saquejos al jaciment per part de l'Estat Islàmic durant la Guerra civil siriana.